# York-félsziget
A York-félsziget (angolul: Cape York Peninsula) nagy kiterjedésű félsziget Ausztráliában, Queensland állam északi részén, Távoli-Észak-Queensland (Far North Queensland) régió területén. Ez a legnagyobb területű háborítatlan vadon Észak-Ausztrália területén, emellett egyike a legnagyobb, még érintetlen vadonoknak a Földön. Habár a terület nagyobbik része síkság és a vidék közel felén szarvasmarhákat tenyésztenek, a vadvilágot mégis a betelepített növényfajok veszélyeztetik leginkább, míg a viszonylagos érintetlenséggel bíró eukaliptuszerdők szavannái, trópusi esőerdők és más típusú élőhelyek ma már védelem alatt állnak globális biológiai jelentőségük miatt.

## Felfedezése
A félszigetet 1770. augusztus 21-én nevezte el James Cook kapitány Edward hercegről, aki York és Albany hercege volt.
Edmund Kennedy volt a legelső európai, aki a félszigeten vezetett expedíciója során felfedezte a vidéket. Thomas Livingstone Mitchell helyetteseként 1846-ban eljutott a Barcoo folyóig is. A céljuk ezen felfedezőutaknak az volt, hogy olyan kereskedő-útvonalakat keressenek, amelyek összekötik Sydneyt a félsziget távoli csücskével, ahonnan Kelet-Indiával megindulhatott a kereskedelem egy kikötő építése után. Az expedíció Rockingham Bayből, a mai Caldwell városa közeléből indult útjára 1848 májusában.  Ez lett az ausztrál felfedezőutak egyik legnagyobb tragédiája, mivel az expedíció tagjai közül mindössze hárman maradtak életben, tizenhárman odavesztek éhezésben, magas lázzal járó betegségben vagy az őslakosok támadásai során. Kennedy nem sokkal az expedíció céljának elérése előtt, 1848 decemberében vesztette életét, miután az őslakosok lándzsával szúrták meg. A felfedezőút egyetlen olyan túlélője, akinek végül sikerült teljesítenie a küldetést, az új-dél-walesi Jackey Jackey ausztrál őslakos volt. Ő vezette a mentőcsapatot, amelynek célja két társának megmentése volt, akik korábban feladták a küzdelmet az elemekkel.
A félszigetet csak 1864-ben sikerült meghódítani, amikor is a Jardin fivérek egy szarvasmarhacsordát hajtottak át Rockhampton városából Somerset településre.

## Geológiája és földrajza
A félszigetet északról a Torres-szoros, nyugatról a Carpentaria-öböl, míg keletről a Korall-tenger határolja. A félsziget pontosan lefektetett déli határai nincsenek meghatározva, de a Cape York Peninsula Heritage Act 2007-es iránymutatásai szerint a déli szélesség 16. foka mentén húzódik a félsziget déli határa. A félsziget legszélesebb részén 430 kilométer szélességű, amely a délkeleten lévő Bloomfield folyótól a nyugati parton lévő bennszülött település Kowanyama vidékéig húzódik.
A félsziget legészakabbi pontján helyezkedik el a York-fok (Cape York), amely az ausztrál kontinens legészakabbi pontja.
A félsziget látképe közel a legállandóbb trópusi látkép. A területen már hosszú ideje nem pusztítottak a kontinentális lemezek ütközései felszabaduló energiák, ennek következtében a felszín jórészt lepusztult geológiai formációkat tartalmaz. Az északkeleti vidékeken is csak a McIlwraith-hegység (McIlwraith Range) 800 méter magas hegyvidéke emelkedik. Ennek köszönhetően a vidéken főleg meanderező folyók és árterek találhatóak. A félsziget gerincét a Félsziget-hegység (Peninsula Ridge) alkotja, amely a Nagy-Vízválasztó-hegység részét képezi. E hegyvidék a prekambrium földtörténeti korból származik és paleozoikus sziklákat tartalmaz. A Peninsula Ridge keleti és nyugati részein találhatóak a Carpentaria- és Laura-medencék, amelyeket elsősorban mezozoikus üledéktakaró borít.

### Talajok
A talaj errefelé feltűnően tápanyagszegények, Ausztrália más vidékeihez viszonyítva, melynek okán a hagyományos gabonanövények termesztése gyakorta kudarcba fullad a vidéken.

### Éghajlat
A vidéken trópusi és monszun éghajlat uralkodik, amelynek következménye a novembertől áprilisig tartó heves esőzések sorozata, amely időszak alatt a környező erdőségek jórészt lakhatatlanná válnak, ugyanakkor a száraz évszak májustól októberig tart. A legcsapadékosabb helyeken akár évi 2000 milliméternyi csapadék is hullhat.

### Vízrajza
A Félsziget-hegység formál vízválasztót a Carpentaria-öböl és a Korall-tenger közt. A nyugati részeken nagy, kanyargós folyórendszerek találhatóak, beleértve a Mitchell, a Staaten, a Coleman, a Holroyd, az Archer, a Watson, a Wenlock, a Ducie és a Jardine folyók vízgyűjtő területeit, amelyek a Carpentaria-öbölbe torkollnak. A száraz évszak során ezen folyók homokdombok és zátonyok közé húzódnak vissza. Ugyanakkor az esős évszak során ezen folyók kitörnek medrükből és elöntik a környező ártereket, lehetővé téve az édesvízi élőhelyek időszakos megújulását. A hegység keleti lejtőin a Jacky Jacky Creek, az Olive, a Pascoe, a Lockhart, a Stewart, a Jeannie és az Endeavour folyók vízgyűjtője található, melyek vize a Korall-tengerbe ömlik. A folyók által szállított hordalék fontos tápanyagokkal látja el a Nagy-korallzátony élővilágát.
A Laura-medence árterein található a Lakefield Nemzeti Park és a Jack River Nemzeti Park, melyeket a Morehead, a Hann, a North Kennedy, a Laura, a Jack és a Normanby folyók kereszteznek.
A félsziget vízgyűjtő területei jórészt hidrológiailag érintetlenek, mivel nem szabályozták az itt folyó vízfolyások medrét, valamint ezen folyók mentén összefüggő trópusi növénytakaró található, amely e területen lehetővé teszi, hogy itt még létezzen a szinte érintetlen trópusi vízforgás folyamata.

## Fordítás
Ez a szócikk részben vagy egészben  a   Cape York Peninsula című angol Wikipédia-szócikk ezen változatának fordításán alapul.  Az eredeti cikk szerkesztőit annak laptörténete sorolja fel. Ez a jelzés csupán a megfogalmazás eredetét és a szerzői jogokat jelzi, nem szolgál a cikkben szereplő információk forrásmegjelöléseként.